# Саут Прери (Вашингтон)
Саут Прери (енгл. South Prairie) град је у америчкој савезној држави Вашингтон. По попису становништва из 2010. у њему је живело 434 становника.

## Демографија
Према попису становништва из 2010. у граду је живело 434 становника, што је 52 (13,6%) становника више него 2000. године.
| Група             | 2000.       | 2010.       |
| Белци             | 357 (93,5%) | 400 (92,2%) |
| Афроамериканци    | 4 (1,0%)    | 2 (0,5%)    |
| Азијати           | 5 (1,3%)    | 3 (0,7%)    |
| Хиспаноамериканци | 3 (0,8%)    | 5 (1,2%)    |
| Укупно            | 382         | 434         |